# Tarō Urabe
Tarō Urabe (jap. 卜部 太郎, Urabe Tarō; * 11. Juli 1977 in der Präfektur Hyōgo) ist ein ehemaliger japanischer Fußballspieler.

## Karriere
Urabe erlernte das Fußballspielen in der Jugendmannschaft von Cerezo Osaka. Seinen ersten Vertrag unterschrieb er 1996 bei Cerezo Osaka. Der Verein spielte in der höchsten Liga des Landes, der J1 League. Für den Verein absolvierte er 23 Erstligaspiele. 1999 wechselte er zum Zweitligisten Montedio Yamagata. Für den Verein absolvierte er 15 Spiele. 2000 wechselte er zu Rochedale Rovers FC. Ende 2008 beendete er seine Karriere als Fußballspieler.